# انسداد الحجرة الناجم عن التمارين
انسداد الحنجرة الناجم عن التمارين عالية الكثافة هو عبارة عن انسداد مؤقت وعابر في الحنجرة يحدث أثناء التمارين عالية الكثافة، وهذا يعمل على إضعاف تدفق الهواء، يسبب ضيق في التنفس، وعدم الراحة في الحلق والصدر العلوي، وتعتبر هذه الحالة سببا شائعا جداً لصعوبات التنفس لدى الأفراد الرياضيين، ولكن غالباً ما يتم تشخيصه بشكل خاطئ كالربو أو تضيق القصبات الهوائية الناتج عن التمارين الرياضية.

## آليه الانسداد
- تحدث هذه الحالة بالعادة بسبب تضيق الهياكل فوق الحنجرية (supra -glottic)، في الحالات الشديدة: يمكن أن تغلق هذه الهياكل وبالتالي إغلاق مدخل الحنجرة بشكل كامل.
- في عدد قليل من الحالات، تغلق هياكل الحنجرة معاً (أي الحبل الصوتي) وهذا هو ما يحدث عادةً خلال خلل في الحبل الصوتي الناجم عن التمرين.
- تتطور هذه الحالة أثناء التمرينات الشديدة ويتطورالإغلاق عندما يصبح التمرين أكثر كثافة.
- تؤدي هذه الحالة إلى زيادة الضغط على جهاز التنفس وبالتالي يجب أن تعمل عضلات الجهاز التنفسي بجهد أكبر.

## الأسباب
1. قد تنشاً بسبب القصور الميكانيكي النسبي للهياكل الحنجرية التي يجب أن تعمل على الحفاظ على الحنجرة مفتوحة (Patency) وموسعة دون عائق.
2. لقد تم اقتراح أن التضيق الذي يحدث بالحنجرة أثناء حالة تدفق الهواء المرتفع (مثلاً: عند الجري السريع). يمكن أن يؤدي إلى انخفاض الضغط عبر الحنجرة والذي يعمل بعد ذلك على سحب هياكل الحنجرة معاً «ينص مبداً برنولي على أن زيادة تدفق الهواء عبر أنبوب يخلق ضغوطاً سلبية متزايدة داخل هذا الأنبوب».
3. الأداء الوظيفي العصبي مطلوب للحفاظ على فتح الحنجرة والسماح لها بتحقيق عدد كبير من الوظائف (مثل: التحدث، حماية مجرى الهواء، البلع)، وبالتالي فمن الممكن أن ينشاً هذه الانسداد نتيجة حدوث فشل في الأداء الوظيفي العصبي.
4. قد يكون لها علاقة بالوراثة.
5. يجب التأكد من أوجه القصور الهيكلية في النسيج الحنجري للأشخاص الذي يعانون من هذا الانسداد.

## العلامات والأعراض
1. صعوبة في التنفس.
2. صوت صفير عند التنفس (عادةً عند ممارسة الرياضة الشاقة).
3. ألم وعدم ارتياح في الحلق والصدر العلوي.
4. السعال المزمن.
5. صعوبة في استنشاق الهواء، والزفير.

- عادة ما تبداً الأعراض في التحسن من وقت التوقف عن ممارسة الرياضة/ الحد من شدة التمرين.
- لا تتحسن هذه الحالة مع أدوية الربو المستخدمة (salbutamol , albuterol)

## علم الأوبئة
- معدل انتشار هذه الحالة لدى المراهقين والبالغين تتراوح بين 5-7 % في شمال أوروبا.
- في دراسة أجريت على 94 شخصاً يعانون من هذا الانسداد، كان متوسط العمر لديهم 15 سنة، و68% منهم من الإناث.
- بالنسبة للأفراد الرياضيين، يبدو هذا الانسداد سبباً سائداً للغاية ليسبب السعال والصفير، في إحدى الدراسات: من بين 90 رياضياً، وجد أن هذا الانسداد موجود لدى 30% منهم.
- هذه الحالة من الممكن أن تترافق مع حالات أخرى كالربو.

## التشخيص
1. تنظير الحنجرة المستمر أثناء التمارين، يشتمل هذا الاختبار على وضع منظار حنجرة مرن عبر الأنف، يسمح بالمراقبة المستمرة لفتحة الحنجرة أثناء التمارين.
2. هناك حاجة لتحديد وسائل أخرى أقل اختراقاً لإجراء تشخيص آمن.

## العلاج
1.استخدام تقنيات التنفس المتخصصة (تعرف عادة باسم تقنيات التنفس ثنائية الطور) لتقليل تدفق الهواء المضطرب وبالتالي تقليل فرصة إغلاق الحنجرة.
2. التنظير أثناء ممارسة التمارين المختلفة لمراقبة أداء الحنجرة.
3. العلاج الجراحي.
4. من المهم تجنب العلاج غير الضروري باستخدام أجهزة الاستنشاق الخاصة بمرضى الربو.